# Kępa-Czerwonki
Kępa-Czerwonki – przysiółek wsi Kępa Polska w Polsce położony w województwie mazowieckim, w powiecie płockim, w gminie Bodzanów.